# يوسف الحميدي
يوسف الحميدي مواليد 16 ديسمبر 1977 في سوريا، هو ملاكم سوري محترف يصنف ضمن فئة الوزن الخفيف.

## إحصائيات
خاض خلال مسيرته 108 نزالا، فاز في 13 وتعادل في 3 وخسر في 92. فاز بالضربة القاضية في نزال واحد.

## روابط خارجية
- يوسف الحميدي على موقع بوكس ريك (الإنجليزية) (registration required)